# District de Keningau
Le district de Keningau (malais : Daerah Keningau) est un district administratif de l'État malaisien de Sabah, qui fait partie de la Division de l'Intérieur. La capitale du district est dans la ville de Keningau.

### Liens connexes
- Districts de Malaisie